# Aaron Gillespie
Aaron Roderick Gillespie (n. Clearwater, Florida; 18 de julio de 1983) es un músico  solista estadounidense. Es conocido por ser el baterista/vocalista de la banda de post-hardcore Underoath, regresando en 2015 para la gira de reunión. También fundó y toca en la banda de rock alternativo The Almost.

## Biografía
Aaron Roderick Gillespie nació el 18 de julio de 1983 en Clearwater, Florida. Creció en una familia cristiana devota, asistió a escuelas privadas e iba regularmente a la iglesia. Los padres de Aarón, se divorciaron cuando él tenía 18 años. Tiene un hermano llamado Justin Lipman Gillespie, que vive en Livingston, Nueva Jersey, con quien tiene contacto limitado ya que Aaron pasa mucho de gira. A los 14 años, Aaron trabajaba en la iglesia, ya tocaba batería en sus ratos libres, lo que a los demás no le gustaba porque tocaba muy fuerte. Con tan solo 14 años de edad, recibió una llamada de Luke Morton, exguitarrista y fundador de Underoath, pidiéndole que tocara la batería para ellos. Es ciego del ojo izquierdo, pero no es daltónico, aun cuando hay rumores que afirman sufre este problema, rumores quizás poriginados por la canción A Boy Brushed In Red, Living In Black and White, del disco They're Only Chasing Safety. Gillespie se casó con Jamie Anne Robertson-Gillespie el 25 de noviembre de 2006, y se mudó a Salt Lake City, Utah. Un año más tarde, se mudaron a Florida, actualmente residen en Tarpon Springs, FL. Aaron dejó Underoath en su tour Europeo, en abril de 2010. Gillespie formó The Almost en el año 2005, donde desarrollo durante cinco años un trabajo paralelo y donde toca actualmente, también, desde 2010, trabaja como solista. 
Actualmente en 2013 ha estado participando en la banda de rock alternativo y pop-punk Paramore, como miembro de apoyo, tocando la batería.
Cambio de marca de batería a Gretsch

## Carrera musical

### Underoath (1997 - 2010)
Dallas Taylor y Lucas Morton formaron la banda Underoath. Morton conoció a Gillespie en una iglesia donde lo vio tocar batería mientras trabajaba, Morton le pide que se una y Gillespie no accede,pero le carcomia la conciencia entonces días después aceptó, a pesar de que Gillespie tenía 14 años. Luego de esto entran Corey Steger y Rey Anasco. En 1999 firma con Takehold y lanzan 2 álbumes (Act of Depression y Cries of the Past), donde se aprecia sonidos deathcore, Después de variaciones considerables en la formación de la banda, lanzan su tercer álbum, The Changing of Times, el que logra el doble de ventas que sus álbumes anteriores, en este álbum se aprecia sonidos metalcore y post hardcore, al igual que en sus álbumes siguientes. Gillespie comenzó a ser segundo vocalista en la banda en el año 2001. La música de los discos siguientes fue escrita tanto por Aaron que por Spencer Chamberlain, vocalista actual de la banda después de la salida de Taylor. En el año 2007 Aaron sufrió una infección en un dedo, Kenny Bozich, Ex-The Almost sustituyó a Aaron, mientras que Tim McTague, guitarrista principal de la banda, ocupó el lugar de Aaron, con las voces claras. Aaron sale de la banda el 5 de abril de 2010, para dedicarse a su nueva banda, The Almost, con la cual había comenzado el año 2005 como un proyecto solista. El 17 de agosto , 2015, Gillespie apareció en un video con la banda y confirmó su reunión.

### The Almost (2005-presente)
Aaron comenzó a trabajar en su proyecto como solista, The Almost, en el año 2005. Grabó The Almost Demos en ese mismo año. En el año 2007 grabó Southern Weather, donde él tocó todos los instrumentos en todas las canciones, excepto el bajo, el que solo tocó en unas pocas. Después de eso, formó la banda The Almost. El disco es parecido al álbum debut de la banda de post grunge Foo Fighters, Foo Fighters (álbum). Gillespie grabó el disco tocando todos los instrumentos igual que el vocalista de la banda Dave Grohl y después se formó la banda. En el año 2009 la banda lanza 2 EPs, seguidos del álbum Monster Monster. En el cual Aaron canta, es guitarrista rítmico, batería, percusionista y se encarga de los arreglos de teclados.

### Solista (2010 - presente)
Cuando Aaron dejó Underoath, anunció que trabajaría en un proyecto solista, además de The Almost. Entró a Compound recording studios en Seattle, el 28 de junio, para grabar un álbum ahí. En su cuenta de Twitter, el 24 de julio, Aaron posteó que ya había terminado su disco, pero que no daba ninguna fecha de lanzamiento. Recientemente Aaron anunció en octubre del 2011 que el álbum se llamaría Anthem Song y que se lanzariá el 8 de marzo de 2011. Luego de esto Aaron ha lanzado varias producciones tales como Grace Through the Wandering (2015) y Out of the Badlands (2016).

### Paramore (2013 -2016)
Gillespie fue anunciado como el nuevo baterista de gira de Paramore como su anterior baterista de gira, Miles McPherson, sufrió de una lesión. Permaneció solo por un corto periodo para las fechas europeas del tour homónimo, pero más tarde se mantuvo durante la duración de su gira norteamericana en otoño de ese año, así como en los shows por Australia y Nueva Zelanda. Al volver Zack Farro a la formación, Aaron ahora solo se encuentra abocado a Underoath y su proyecto solista.

## Discografía
| Solo - Anthem Song (2011). - Grace Through the Wandering (2015). - Out of the Badlands (2016). Underoath - Act of Depression (LP, 1999). - Cries of the Past (LP, 2000). - The Changing of Times (LP, 2002). - They're Only Chasing Safety (LP, 2004). - Define the Great Line (LP, 2006). - Lost In The Sound Of Separation (LP, 2008). - Erase Me (LP, 2018). - Voyeurist (LP, 2022) - The Place After This One (LP, 2025) | The Almost - Southern Weather (LP, 2007). - Monster Monster (LP, 2009). Colaboraciones - My God de This Beautiful Republic (2008). - Sahara de Relient K (2009). - All About Us de He Is We (2010). - With Everything de Nine O Five (2010). |

### Videos
| Underoath - When the Sun Sleeps (2002). - Reinventing Your Exit (2004). - Down, set, go (2004) - It's Dangerous Business Walking out Your Front Door (2004). - Writing on the Walls (2006). - In Regards to Myself (2006). - You're Ever So Inviting (2007). - A Moment Suspended in Time (2007). - Desperate Times, Desperate Measures (2008). - Too Bright to See, Too Loud to Hear (2009). The Almost - Say This Sooner (2007). - Southern Weather (2007). - Lonely Wheel (2009). - Hands (2009). - Free Fallin (2010). | Underoath - When the Sun Sleeps (2002). - Reinventing Your Exit (2004). - It's Dangerous Business Walking out Your Front Door (2004). - Writing on the Walls (2006). - In Regards to Myself (2006). - You're Ever So Inviting (2007). - A Moment Suspended in Time (2007). - Desperate Times, Desperate Measures (2008). - Too Bright to See, Too Loud to Hear (2009). The Almost - Say This Sooner (2007). - Southern Weather (2007). - Lonely Wheel (2009). - Little Drummer Boy (2009). - Hands (2009). - No I Don't (2010). - Monster Monster (2010). |

- Datos: Q2557984
- Multimedia: Aaron Gillespie / Q2557984